# Sénat de l'Ohio
Capitole de l'État de l'Ohio, Columbus
Le Sénat de l'Ohio (en anglais : Ohio Senate) est la chambre haute de la Législature de l'Ohio, l'organe législatif de l'État américain de l'Ohio.

## Fonctionnement
Le Sénat comprend 33 membres élus au scrutin uninominal majoritaire à un tour dans autant de circonscriptions que de sièges à pourvoir, pour un mandat de quatre ans, sans limitation du nombre de mandats. La composition est renouvelée tous les deux ans par moitié.

## Siège
Le Sénat de l'Ohio siège au Capitole de l'État de l'Ohio, situé à Columbus.

## Présidence
Sous la première constitution de l'Ohio, en vigueur de 1803 à 1851, le président du Sénat avait le titre de président. À partir de 1851, lorsque la deuxième constitution est entrée en vigueur, un nouveau poste de lieutenant-gouverneur a été créé. 
Pendant cette période, le véritable leader législatif de la majorité sénatoriale était le président pro tempore, élu par le groupe majoritaire.
Dans les années 1970, un autre changement est apporté et le poste de lieutenant-gouverneur est élu conjointement avec le gouverneur. Dès lors, la fonction de présider le Sénat a été retirée des prérogatives du lieutenant-gouverneur et le parti majoritaire au Sénat a commencé à élire son propre président à partir de 1979. Le président est le deuxième dans l'ordre de fonction du gouverneur.

## Composition actuelle
| Date           | Parti      | Parti        | Total |
| Date           | Démocrates | Républicains | Total |
| -------------- | ---------- | ------------ | ----- |
| Date           |            |              | Total |
| 4 janvier 2021 | 8          | 25           | 33    |
| 3 janvier 2023 | 7          | 26           | 33    |